# Dubrovački misal
Dubrovački misal (lat. Missale Ragusinum) je katolička misna knjiga nastala u Dubrovniku u 12. stoljeću.
Nastao je u Dubrovniku, gdje se od 12. stoljeća koristio za vrijeme Svete Mise u dubrovačkoj katedrali. Pisan je beneventanskim pismom i notacijom te najbolje predstavlja beneventansko pjevanje u južnoj Dalmaciji i spomenik je nulte kategorije. U njemu se nalazi 230 molitava i 230 napjeva koji se mogu usporediti s najljepšim napjevima svjetske baštine. Napjevi koji se sreću u Misalu su raznoliki. Neki su istovjetni ostalim europskim napjevima, neki su inačice sličnih napjeva, a neki su, poput exulteta, posve drukčiji i ne nalaze se nigdje drugo. Pokazuje, da je u Dubrovniku bilo visoko razvijeno gregorijansko muziciranje.
Misal je nestao iz Dubrovnika pod nepozantim okolnostima, a ponovno je nađen na aukciji u Veneciji 1817. godine. Dio je zbirke venecijanskog isusovca Mattea Luigija Canonicija, koja je nakon njegove smrti završila na spomenutoj aukciji. Danas se čuva u knjižnici Bodleian Library u Oxfordu u Engleskoj. Elias Avery Loew prvi je ustvrdio dubrovačko podrijetlo Misala i to zbog spominjanja svetaca i kotorskih mučenika Petra, Andrije i Lovrijenca zbirnog naziva Petilovrijenci. 
Misal je prije četrdesetak godina u oxforskoj knjižnici pronašao hrvatski muzikolog don Miho Demović. Uz dopuštenje iz Oxforda, objavljeno je izdanje pretiska Dubrovačkog misala 2011. godine u izdanju Dubrovačkih knjižnica, a donacijom umirovljene dubrovačke gimnazijske profesorice engleskog jezika Pavice Šper Šundrice.  